# سياحة ريفية

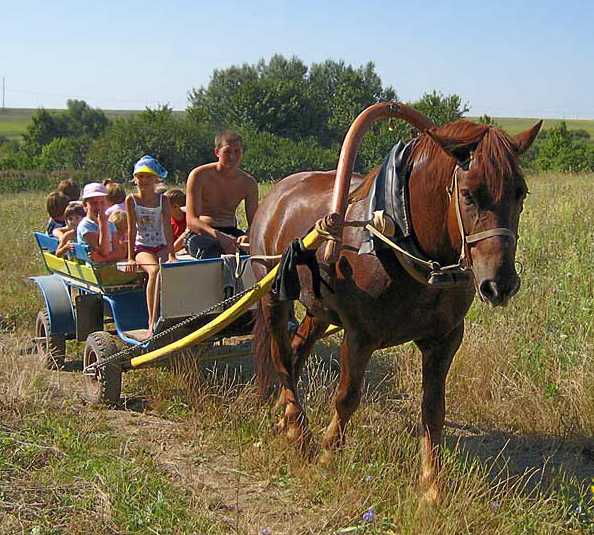

السياحة الريفية، (بالإنجليزية:  Rural touris)‏، تبلور مفهومها على أنها قضاء عطلات أهل المدينة في بيوت ريفية، لكي يعايشوا حياة أهل الريف أثناء الإجازة.
وقد انتشر هذا النوع من السياحة في دول أوروبية، وعربية كثيرة منها بريطانيا، وفرنسا، السعودية، مصر، الأردن، سورية، حيث يقوم افراد العائلة السائحة، بممارسة أعمال الزراعة وتربية الحيوانات، والقيام بمشاركة القرويين نشاطاتهم اليومية، مثل تجميع البيض وحلب الماعز.

## رافد اقتصادي
انتشرت السياحة الريفية في كثير من الدول النامية، لكونها تأتي برافد مباشر في اقتصاد القرية أفضل من مردود الزراعة، حيث أن الفلاح يحتاج فقط إلى تخصيص جزء من بيته للتأجير للعائلة الوافده من المدينة، أو بناء بيت مستقل في جزء من أرضه الزراعية لهذا الغرض، ومن ثم يكون المردود مضاعفاً عدة مرات عن دخل تلك الأرض من الزراعة. وبالتالي فقد أصبحت السياحة الريفية مصدراً لتحسين دخل الفلاح، بلإضافة لكونها وسيلة لتواصل وتفاهم أكثر بين أبناء القرى وأبناء المدن.